# Xã Johnson, Quận Logan, Arkansas
Xã Johnson (tiếng Anh: Johnson Township) là một xã thuộc quận Logan, tiểu bang Arkansas, Hoa Kỳ. Năm 2010, dân số của xã này là 227 người.